# دختری زیبا مثل من
دختری زیبا مثل من فیلمی ( به فرانسوی: Une belle fille comme moi) به کارگردانی فرانسوا تروفو با بازی برنادت لافون بر اساس رمانی از هنری فارل ۱۹۶۷ ؛ که در سال ۱۹۷۲ منتشر شد.